# Trisidos kiyonoi
Trisidos kiyonoi is een tweekleppigensoort uit de familie van de Arcidae. De wetenschappelijke naam van de soort is voor het eerst geldig gepubliceerd in 1931 door Makiyama.